# Wolf Rumpf
Wolf Rumpf (1536 – 1606) è stato un politico e ambasciatore tedesco.
Alto maestro di corte, fu uno degli uomini più potenti alla corte dell'imperatore Rodolfo II d'Asburgo

## Biografia

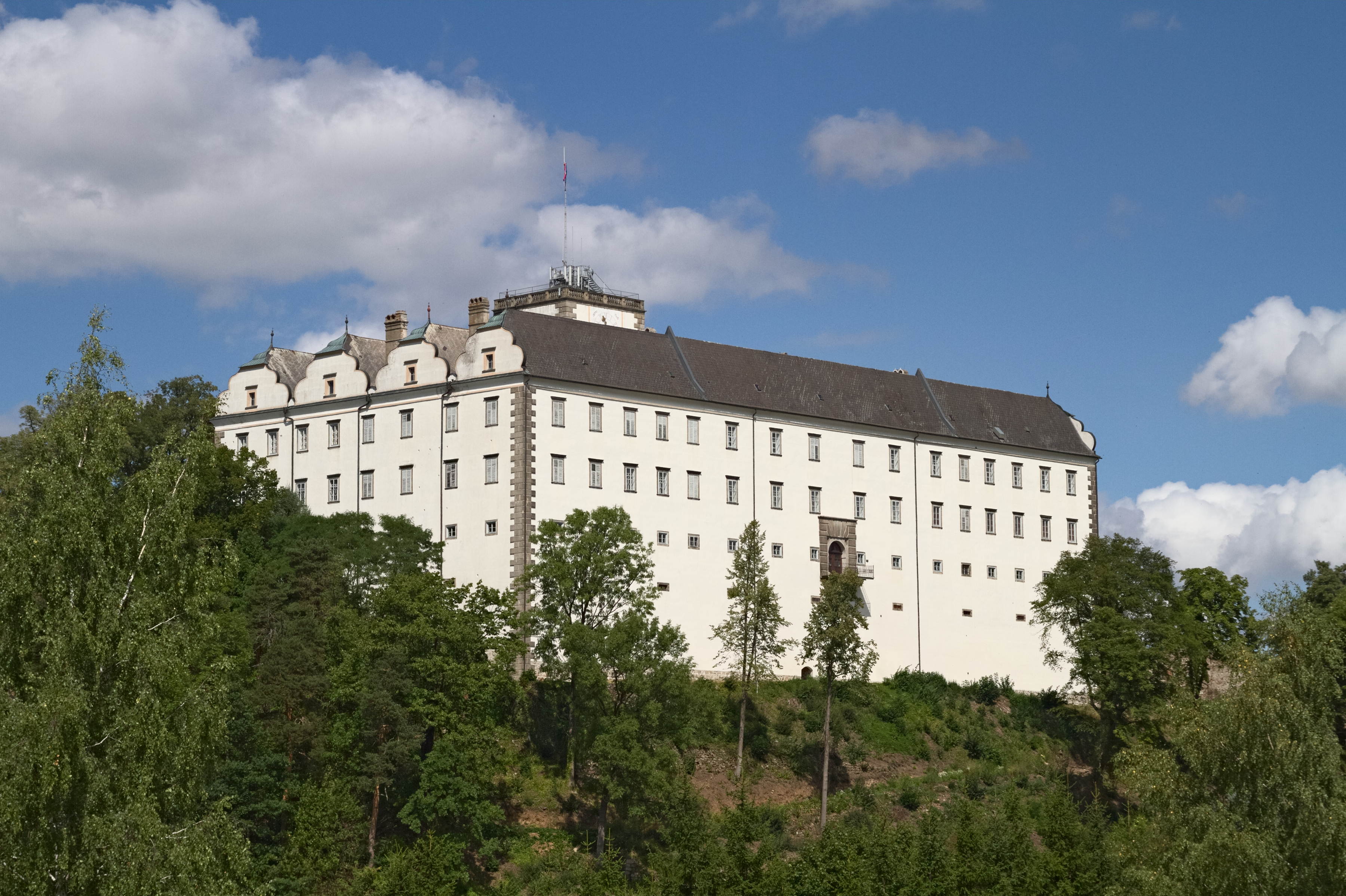
Castello di Weitra

Suo padre era William Hull da Wullross, al servizio di Ferdinando I d'Asburgo. Wolfgang Siegmund scortò gli arciduchi Rodolfo e Ernesto d'Austria in Spagna per la loro educazione. Effettuò un viaggio diplomatico alla corte papale per conto dell'imperatore Massimiliano II. Lavorò come ambasciatore in Spagna e Portogallo.
Nel 1582 l'imperatore Rodolfo II Hull gli concesse il dominio di Weitra e lo elevò a barone. Città e dominio di Weitra erano tra i più ricchi del Waldviertel. Rumpf fece rimodellare il castello di Weitra da Pietro Ferrabosco in stile rinascimentale.
Rumpf ebbe un ruolo importante come consigliere dell'imperatore Rodolfo II in occasione della disputa, giunta alla corte imperiale, che sorse dopo la morte del marchese di Solferino Orazio Gonzaga il 13 gennaio 1587 per la sua successione al marchesato, preteso dal duca di Mantova Guglielmo Gonzaga e dal marchese di Castiglione Rodolfo Gonzaga e dal marchese di  Castel Goffredo Alfonso Gonzaga. La sentenza giunse il 30 giugno 1587 e fu favorevole ad Alfonso e Rodolfo. Nella vicenda potrebbe aver influito l'interessamento di Rumpf, amico della madre di Rodolfo, Marta Tana, che conobbe alla corte di Spagna. Rumpf fu interessato anche nella controversia che vide la successione del marchesato di Castel Goffredo dopo l'assassinio nel 1593 di Rodolfo Gonzaga, che vedeva contrapposti il duca di Mantova Vincenzo I Gonzaga e Francesco Gonzaga, succeduto a Rodolfo nel marchesato di Castiglione. Intercedette presso l'imperatore affinché ponesse fine alle violenze perpetrate nella fortezza di Castel Goffredo. Rumpf presenziò alla cerimonia di fidanzamento nel marzo 1597 nella residenza della famiglia Pernstein tra Francesco Gonzaga e Bibiana von Pernstein, figlia del gran cancelliere di Boemia Vratislav.
Nel 1591 assunse l'incarico di alto maestro di corte. Perse l'incarico dopo poco tempo ma lo ottenne di nuovo nel 1594. Fu a capo di tutta la corte e del governo. Ebbe la piena fiducia di Rodolfo II. Anche prima della sua nomina Rumpf fu il più potente uomo di corte. Egli usò il suo incarico per aumentare i suoi beni. Così acquistò i domini di Hirschberg, Haßlau, Grafenschlag e Kaltenbach.
Rumpf perse nel tempo la fiducia per i sospetti dell'imperatore. Il dispiacere imperiale si intensificò con i progressi dei suoi problemi mentali dopo 1598, forse per aver parteggiato troppo per gli spagnoli nella successione di Castel Goffredo. A Rumpf nel 1599 venne chiesto il suo licenziamento. In primo luogo, l'imperatore lo sollevò delle sue funzioni di capo maestro. Un anno venne allontanato da tutti gli uffici e fu in partenza per Praga.

## Discendenza
Rumpf si sposò per la prima volta nel 1579. Un secondo matrimonio nel 1601 avvenne con una contessa spagnola, Maria de Arco. Entrambi i matrimoni rimasero senza figli. I suoi beni, alla sua morte, andarono a Federico di Fürstenberg, nuovo marito dell'ultima moglie. Rumpf venne sepolto nella Chiesa degli Agostiniani a Vienna.
La figura di Rumpf è citata da Franz Grillparzer nella sua commedia drammatica Ein Bruderzwist im Hause Habsburg (I fratelli rivali d'Asburgo).